# Djakaridja Koné
Djakaridje Koné (Abiyán, Costa de Marfil, 22 de julio de 1986) es un futbolista marfileño, aunque nacionalizado en Burkina Faso. Juega como centrocampista.

## Clubes
| Club                        | País    | Año       |
| --------------------------- | ------- | --------- |
| Hapoel Petah-Tikvah         | Israel  | 2005-2009 |
| Hapoel Haifa F. C. (cedido) | Israel  | 2006-2008 |
| FC Dinamo de Bucarest       | Rumanía | 2009-2012 |
| Évian Thonon Gaillard F. C. | Francia | 2012-2015 |
| Sivasspor                   | Turquía | 2015-2016 |